# Gerry Bertier
Gerry Bertier (* 20. August 1953 in Alexandria, Virginia; † 20. März 1981 in Charlottesville, Virginia) war ein US-amerikanischer Highschool-American-Football-Spieler. Er war Mannschaftskapitän des Footballteams der T. C. Williams Highschool, das 1971 die Meisterschaft in Virginia gewann. Noch während der Saison 1971 wurde er in einen Autounfall verwickelt, der ihn ab dem Becken abwärts lähmte. Bertier gewann danach Goldmedaillen im Kugelstoßen und im Diskuswurf bei den Paralympics. Porträtiert wurde ein Teil seines Lebens im Film Gegen jede Regel.

## Football
Bertier schloss sich an der Hammond Highschool dem Football-Team an und wurde zu einem Schlüsselspieler der Defense. Im zweiten Jahr spielte er als Linebacker. Nach der dritten Saison wurde die Hammond Highschool mit zwei anderen Highschools zur T.C. Williams Highschool zusammengelegt. Diese Umstrukturierung hatte zur Folge, dass Team und Trainerstab neu besetzt wurden. Bertier unterstützte seine Teamkollegen, die gegen rassistische Vorurteile ankämpfen mussten. In der erfolgreichen Saison 1971 gewannen die „Titans“ alle 13 Spiele. Bertier wurde zum Team Defensive Most Valuable Player und zum National Prep School Football Player of the Year ernannt.

## Unfall und Paralympics
Nach einem Bankett zu Ehren der Titans fuhr Bertier am 11. Dezember 1971 mit dem Wagen seiner Mutter nach Hause. Auf dem Weg dahin verlor er die Kontrolle über sein Auto und kollidierte mit einem Van. Ursache des Unfalls war ein mechanischer Defekt an seinem Wagen. Bertier benutzte fortan einen Rollstuhl. Er nahm eine Arbeitsstelle an, bei der er medizinisches Zubehör an Behinderte verkaufte. So konnte er landesweit an Rollstuhl-Sportarten teilnehmen. Nach seinem Unfall betätigte er sich erneut als Leistungssportler. Er gewann eine Goldmedaille im Kugelstoßen und eine weitere beim Diskuswurf bei den Paralympics.

## Tod
Am 20. März 1981 wurde Bertier in einen zweiten schweren Autounfall verwickelt. Ein alkoholisierter Autofahrer kollidierte mit seinem Wagen. Bertier starb zwei Stunden später im University of Virginia Hospital.

## Verfilmung
Ein Teil von Gerry Bertiers Leben wurde im Jahre 2000 von Boaz Yakin verfilmt. In Gegen jede Regel wird die Saison 1971 der Titans erzählt. Gespielt wurde er im Film von Ryan Hurst.